# Église Saint-Sixte de Montréal
Pour les articles homonymes, voir Église Saint-Sixte (Rome).

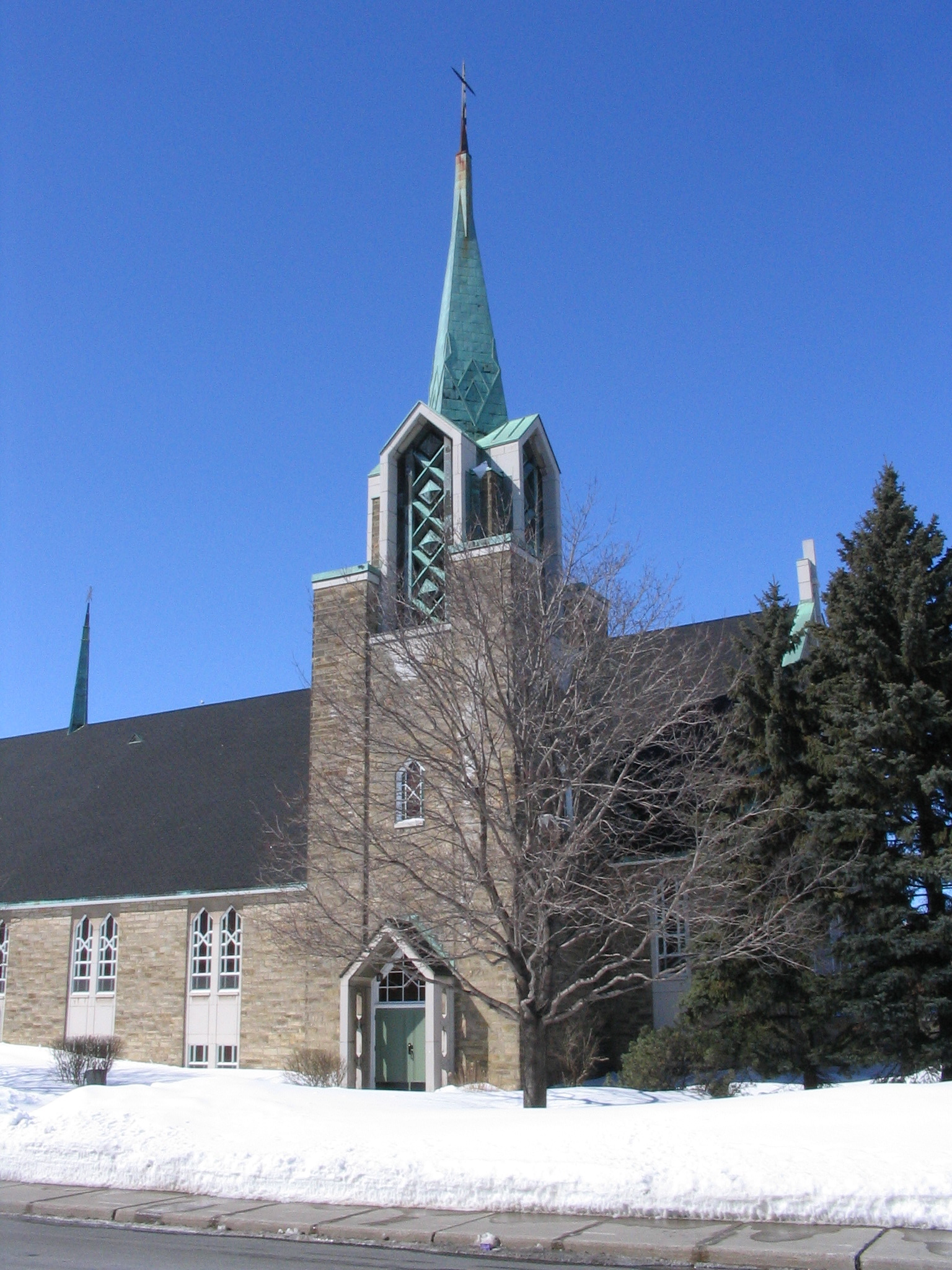
Église Saint-Sixte dans l'arrondissement Saint-Laurent à Montréal.

L’église Saint-Sixte est une église de l'unité pastorale de Saint-Laurent, dans l'archidiocèse de Montréal.  L'église est située au 1895, rue De l'Église, dans l'arrondissement Saint-Laurent de la ville de Montréal.
La paroisse Saint-Sixte fut créée en 1950 et la construction de l'église débuta en 1951, pour s'achever en 1952.  Les plans de l'église étaient l'œuvre de l'architecte J. David Deshaies.  En 1954, l'orgue Casavant opus 2216 y fut installé, l'un des plus grands de Montréal.